# Every Nigger Is a Star
Every Nigger Is a Star ist ein jamaikanischer Spielfilm von Calvin Lockhart aus dem Jahr 1974. In dem Kinofilm, der halbdokumentarischen Charakter hat, waren mehrere bekannte Reggae-Künstler zu sehen, darunter Big Youth und Count Ossie. Der Film feierte seine Premiere am 13. November 1974 in den Kinos der karibischen Hauptstädte Kingston (Jamaika) und Nassau (Bahamas). Während der Film selbst als „verschollen“ gilt, bekam der Soundtrack von Boris Gardiner dank Künstlern wie Big Youth (1976), Frankie Paul (1991) und Kendrick Lamar (2015) immer wieder neue Aufmerksamkeit.

## Titel
Das Wort „Nigger“ ist eine abwertende, rassistische Bezeichnung für Schwarze. Zu Beginn der 1970er kam es in der Black Community der USA zu einer Aneignung und Umdeutung des beleidigenden Begriffs: „Bad Nigger“ stand nun für einen selbstbewussten schwarzen Mann. In der Karibik hielt der Begriff vor allem durch die sehr erfolgreichen Blaxploitation-Filme Einzug in den Wortschatz der Inselbewohner, allerdings ohne die negative Konnotation. So war der Western The Legend of Nigger Charley mit Ex-Footballspieler Fred Williamson 1972 ein derart großer Erfolg für Paramount Pictures, dass darauf mit den Fortsetzungen The Soul of Nigger Charley (1973) und Boss Nigger (1975) reagiert wurde. Erst durch die Fernsehserie Roots (1977) reagierte man im Filmgeschäft sensibler auf den Ausdruck.
Darüber hinaus ist der Filmtitel eine Anspielung auf die Selbstermächtigungshymne Everybody Is a Star von Sly & the Family Stone aus dem Jahr 1970.

## Handlung

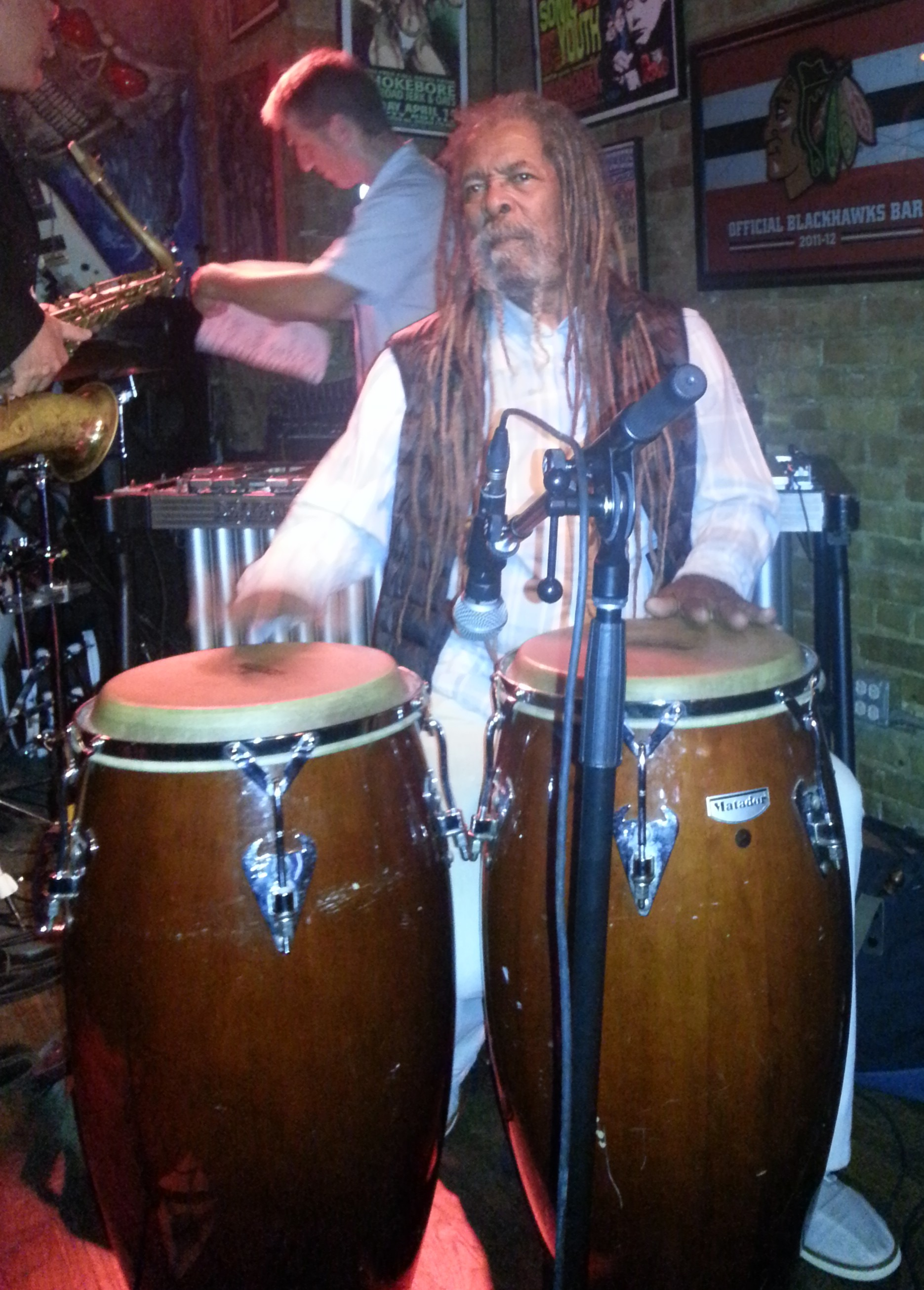
Larry McDonald an den Congas (2018)

Ein Mann kehrt in seine Heimat Jamaika zurück. Auf dem Weg nach Hause trifft er auf bekannte Reggae-Künstler der damaligen Zeit, wie Inner Circle, The Boris Gardiner Happening, Count Ossie’s Mystic Revelation of Rastafari, Mortimer Planno und Cynthia Schloss.

## Hintergrund
Der Hollywood-Schauspieler Calvin Lockhart wirkte in den ersten relevanten Blaxploitation-Filmen mit und befand sich zur damaligen Zeit auf dem Höhepunkt seiner Karriere. Im Jahr 1972 lebte Lockhart, der aus der Karibik stammte, wegen einer Hauptrolle in dem Theaterstück The Beautiful Caribbean zeitweise auf Jamaika. Lockhart begann, sich für die jamaikanische Kultur zu interessieren. Im selben Jahr kam der Blaxploitation-Film The Harder They Come in die Kinos, der auf Jamaika spielt und durch seinen Reggae-Soundtrack ein neues Musikgenre weltweit bekannt machte. Nachdem Lockhart seine anstehenden Kinofilme The Beast Must Die und Uptown Saturday Night abgedreht hatte, kehrte er 1974 für Dreharbeiten zu The Marijuana Affair nach Jamaika zurück. Er beschloss, einen selbst-finanzierten Film über die seit 1962 unabhängige Insel, deren kreative Musikszene und die Rastafari-Bewegung zu machen.

## Rezeption
Die Filmpremiere in Anwesenheit des Regisseurs fand am Mittwoch, den 13. November 1974, im Carib Theater von Kingston statt. Die Premiere war gut besucht, denn das Publikum erwartete aufgrund des Filmtitels, des Soundtracks und des Hauptdarstellers eine actiongeladene Blaxploitation-Komödie in jamaikanischer Szenerie. Stattdessen gab es einen halbdokumentarischen Reisebericht über Jamaika und dessen Rastafari-Kultur zu sehen. Das Publikum reagierte enttäuscht und forderte teilweise den Eintritt zurück. Bereits am Folgetag gingen die Besucherzahlen dramatisch zurück. Lockhart fand keinen Verleih für die USA, denn jeder angesprochene Verleiher lehnte den Film kategorisch ab. Der Film geriet in Vergessenheit und gilt seitdem als verschollen („lost“). Der Bassist Boris Gardiner erinnerte sich 2009 im Jamaica Gleaner an die Premiere im Carib-Kinotheater:

“They did not really have a strong movie. It came out like a documentary in the long run. Carib packed to capacity, waiting on something to happen. People were very disappointed. The movie flopped.”

„Sie hatten keinen wirklich starken Film. Auf die Dauer wirkte er wie ein Dokumentarfilm. Das Carib-Theater war brechend voll und man wartete darauf, dass etwas passiert. Die Leute waren sehr enttäuscht. Der Film war ein Flop.“

Obwohl der Film kurz nach der Premiere abgesetzt wurde, war er noch zwei Jahre später in kleinen Kinotheatern der Insel zu sehen.

## Soundtrack
Zum Kinofilm ist ein gleichnamiger Soundtrack mit zehn Musiktiteln von Boris Gardiner erschienen. Der Soundtrack mit dem suggestiven Plattencover wurde bereits 1973 veröffentlicht, um das Erscheinen des Films im Folgejahr anzukündigen.

### Hintergrund
Produzent des Films war der Nachtklubbesitzer Edward „Eddie“ Knight, Inhaber des Bronco Club am Union Square. Knight kontaktierte Gardiner, der hin und wieder in der Hausband spielte, und beauftragte ihn mit dem Soundtrack. Der Titelsong Every Nigger Is a Star ist eine gemeinsame Komposition von Boris und seinem Bruder Barrington Gardiner. Der Text sollte Selbstbewusstsein wecken („I can feel it deep inside / this black nigger’s pride“). Eingespielt wurde der Soundtrack von ihrer Band The Boris Gardiner Happening.
Auf Calvin Lockharts Einladung wurde eigens der Sänger Billy Paul eingeflogen, der gerade mit Me and Mrs. Jones einen Grammy in der Sparte „Bester männlicher R&B-Künstler“ gewonnen hatte. Paul nahm im April 1974 bei Federal Records in Kingston seine Version des Titelsongs auf.

### Plattencover
Das gezeichnete Plattencover von Every Nigger Is a Star (1973) korrespondiert mit dem des Soundtracks von The Harder They Come aus dem Vorjahr. Beide Cover haben eine ähnliche Comic-Ästhetik, so dass man auch bei Every Nigger Is a Star von einem typischen Blaxploitation-Movie ausgehen konnte. Zu sehen sind ein Porträt und fünf kontrastierende Figuren in Ganzkörperansicht: ein Zuhälter, zwei „Chicks“, ein Obeah-Priester und ein Wandersmann.

### Titelliste
Seite 1
1. Every Nigger Is a Star – Boris Gardiner (Barrington Gardiner, Boris Gardiner)
2. You Just Got to Be in Love – Jackie Bernard (Ivor Lindo)
3. Rough & Tough in the Ghetto – Boris Gardiner (Boris Gardiner)
4. Ghetto Funk – Leslie Butler (Boris Gardiner)
5. Home Again – Boris Gardiner (Barrington Gardiner, Boris Gardiner)

Seite 2
1. Funky Nigger – Leslie Butler (Boris Gardiner)
2. Deadly Sting – The Scorpion (Duke Reid, Boris Gardiner, John Holt)
3. Rats in the Ghetto – Boris Gardiner (Boris Gardiner)
4. Every Nigger Is a Star – Boris Gardiner & Ivor Lindo (Boris & Barrington Gardiner)
5. Negril – Leslie Butler (Boris Gardiner)

Alle Kompositionen wurden aufgenommen, abgemischt und gemastert im Federal Recording Studio in Kingston, Jamaica.

### Besetzung
- Leslie Butler: E-Orgel und E-Piano
- Larry McDonald: Conga
- Clarence Weir: Gitarre
- Ivor Lindo: Gitarre

Bläser
- Tommy McCook: Tenorsaxophon
- David Madden: Trompete
- E. Brackenbridge: 2. Trompete

Hintergrundgesang
- Margaret Lewis
- Maurice Chambers
- Richard Johnson
- Tinga Stewart

Streicher
- Jamaica School of Music Group

Technisches Personal
- Sidney Bucknor: Toningenieur
- George Raymond: Edit & Mix

### Rezeption
Der Titelsong des Albums, Every Nigger Is a Star, wurde von dem jamaikanischen Deejay Big Youth, der im Film auch einen Auftritt hat, gecovert. Seine Version ist auf dem Album Natty Cultural Dread von 1976 enthalten. Der Titel wurde 1991 von Frankie Paul im Dancehall-Stil neu interpretiert und auf seinem Album Every Nigger Is a Star veröffentlicht.
Der US-amerikanische Rapper Kendrick Lamar verwendete ein Sample von Every Nigger Is a Star und setzte es an den Anfang seines Albums To Pimp a Butterfly von 2015. Dadurch bekamen Song, Soundtrack und Film neue Aufmerksamkeit.